# Cernișoara
Cernișoara – wieś w Rumunii, w okręgu Vâlcea, w gminie Cernișoara. W 2011 roku liczyła 901 mieszkańców.